# غزو الولايات المتحدة الأمريكية لغرينادا
بدأ غزو الولايات المتحدة لغرينادا في 25 أكتوبر  1983، بقيادة الولايات المتحدة، ضد غرينادا، الواقعة في جزر الهند الغربية في البحر الكاريبي؛ على بعد 100 ميل (160 كم) شمال فنزويلا، وقد أُطلق عليها اسم عملية الغضب العاجل. أسفرت العملية عن انتصار أمريكي في غضون أيام قليلة. ونشأ جراء ذلك صراع داخل الحكومة الشعبية الثورية؛ أسفر عن الإقامة الجبرية وإعدام الزعيم السابق ورئيس الوزراء الثاني لغرينادا موريس بيشوب، وإنشاء المجلس العسكري الثوري برئاسة هدسون أوستين. أسفر الغزو عن تعيين حكومة مؤقتة؛ عقبتها انتخابات ديمقراطية في عام 1984. وقد ظلت البلاد منذ ذلك الحين بلدًا ديمقراطية.
استقلت غرينادا عن المملكة المتحدة عام 1974. واستولت حركة جويل الشيوعية الجديدة على السلطة في انقلاب عام 1979 في عهد موريس بيشوب، فعلقت الحركة الدستور واعتقلت العديد من السجناء السياسيين. وفي عام 1983، بدأ صراع داخلي على السلطة بسبب السياسة الخارجية التي انتهجها بيشوب، اعتقلته خونتا عسكرية وقامت بإعدامه هو وشريكه جاكلين كريفت في 19 أكتوبر، إلى جانب إعدام ثلاثة من الوزراء واثنين من قادة النقابات. شنت إدارة ريغان في الولايات المتحدة تدخلًا عسكريًا؛ عقب استغاثات من منظمة دول شرق البحر الكاريبي وعقب نداء من حاكم غرينادا العام، بول سكون، بشأن «مخاوف تتعلق بحياة 600 طالب أمريكي يدرسون الطب في الجزيرة»، وبسبب المخاوف من تكرار أزمة الرهائن التي وقعت في إيران.
بدأ الغزو صباح 25 أكتوبر 1983، بعد يومين فقط من تفجير ثكنات المارينز الأمريكية في بيروت. تكونت قوة الغزو من قوات الانتشار السريع التابعة للجيش، وقوات المارينز، وقوة دلتا، وقوات نافي سيلز الخاصة، وقوات مساعدة يبلغ مجموعها نحو 7600 جندي، إلى جانب قوات جامايكية وقوات تابعة لنظام الأمن الإقليمي (آر إس إس). هزمت قوة الغزو المقاومة الغرينادية؛ وذلك بعد قيام قوات الصاعقة الأمريكية بهجوم جوي على ارتفاع منخفض في مطار بوينت سالينز في الطرف الجنوبي للجزيرة، وبعد هبوط طائرة هليكوبتر بحرية في الطرف الشمالي في مطار بيرلز. أُطيح بحكومة أوستن العسكرية، واُستعيض عنها بحكومة عينّها بول سكون.
انتقدت العديد من البلدان، بما فيها كندا؛ الغزو. وقد استنكرت رئيسة الوزراء البريطانية مارغريت ثاتشر المهمة سرًا واستنكرت عدم إشعاراها بها، ولكنها رغم ذلك أيدتها علانية. وقد أدانت الجمعية العامة للأمم المتحدة في 2 نوفمبر 1983 الغزو؛ باعتباره يمثل «انتهاكًا صارخًا للقانون الدولي» بأغلبية أصوات بلغت نحو 108 صوت مقابل 9 أصوات. وعلى العكس من ذلك، كان هناك تأييد عام في الولايات المتحدة، وقد تقبل سكان غرينادا التدخل الأمريكي، مقدرين حقيقة أنه لم يقع سوى عدد قليل نسبيًا من الضحايا المدنيين، فضلًا عن العودة إلى الانتخابات الديمقراطية في عام 1984.
يُعد تاريخ الغزو في الأيام الحالية عطلة وطنية في غرينادا، ويُسمى بعيد الشكر، وذلك احتفالا بذكرى إطلاق سراح العديد من السجناء السياسيين الذين انتُخبوا لتولي مناصبهم في وقت لاحق. وفي عام 2000 أُنشئت لجنة تقصي الحقائق والمصالحة لإعادة النظر في بعض الجدل الذي كان سائدًا في تلك الحقبة؛ وقد باءت بالفشل على وجه الخصوص، محاولة اللجنة في العثور على جثة بيشوب؛ التي تُخلص منها بناءً على طلب أوستن، ولم يُعثر عليها قط. وقد سلط الغزو أيضًا الضوء على مسائل الإتصال والتنسيق بين مختلف فروع الجيش الأمريكي عند العمل معًا كقوة مشتركة، وهو ما أسهم في إجراء العديد من التحريات والتغييرات الشاملة في شكل قانون غولدووتر – نيكولز، وغير ذلك من عمليات إعادة التنظيم.

## النتائج
ذكرت مصادر رسمية في الولايات المتحدة أن بعض قوات العدو كانت مستعدة ومتمركزة جيدًا؛ وقد قاومت بشراسة إلى درجة أرغمت القوات الأمريكية على استدعاء كتيبتين من التعزيزات مساء يوم 26 أكتوبر. سحقت القوات الأمريكية قوات العدو بفضل تفوقها البحري والجوي. وقد شارك نحو 8000 من قوات المارينز والجنود والبحارة والطيارين في عملية «الغضب العاجل» إلى جانب 353 من الحلفاء الكاريبيين التابعين لقوات السلام الكاريبية. تكبدت القوات الأمريكية نحو 19 قتيلًا و116 جريح؛ وتكبدت القوات الكوبية نحو 25 قتيلًا و59 جريحًا و683 أسير. بينما تكبدت القوات الغرينادية ـنحو 45 قتيلًا و 358 جريح؛ وقُتل أيضًا على الأقل نحو 24 مدنيًا، 18 منهم لقوا حتفهم جراء القصف غير المقصود لمستشفى أمراض عقلية في غرينادا. وقد دمرت القوات الأمريكية كمية كبيرة من عتاد غرينادا العسكري، بما في ذلك ستة من ناقلات الجنود المدرعة، إلى جانب سيارة مدرعة. اُحتجزت سيارة مدرعة أخرى وشُحنت إلى القاعدة البحرية في كوانتيكو للتفتيش.

## مشروعية الغزو الأمريكي
دافعت حكومة الولايات المتحدة عن غزوها لغرينادا باعتباره عملًا يهدف إلى حماية المواطنين الأمريكيين الذين يعيشون على الجزيرة، بما في ذلك حماية الطلاب دراسي الطب هناك. صرح نائب وزير الخارجية «كينيث دبليو دام» بإن قرار الغزو كان ضروريًا «للبت في» ما تشير إليه المادة 28 من ميثاق منظمة الدول الأمريكية (أوه.إيه.إس) على أنه «حالة قد تعرض السلام للخطر». وأضاف قائلًا بأن ميثاق منظمة الدول الأمريكية وميثاق الأمم المتحدة كلاهما «يسلمان بأهلية هيئات الأمن الإقليمية في التكفل بالحفاظ على السلم والاستقرار الإقليمي»؛ في إشارة إلى قرار منظمة دول شرق البحر الكاريبي بالموافقة على الغزو.
يحظر ميثاق الأمم المتحدة استخدام القوة من جانب الدول الأعضاء إلا في حالات الدفاع عن النفس أو عندما يأذن مجلس الأمن التابع للأمم المتحدة بذلك. ولم يكن مجلس الأمن التابع للأمم المتحدة قد أذن بالغزو. وبالمثل، اعتمدت الجمعية العامة للأمم المتحدة قرار الجمعية العامة رقم 38/7 بتصويت بلغ نحو 108 صوت في مقابل 9 أصوات وامتناع 27 عضوًا عن التصويت؛ وهو القرار الذي «يأسف بشدة للتدخل المسلح في غرينادا، ما يمثل انتهاكًا صارخًا للقانون الدولي». وقد حظي قرار مشابه لمجلس الأمن التابع للأمم المتحدة بتأييد واسع النطاق؛ ولكن الولايات المتحدة اعترضت عليه.

## وصلات خارجية
- Invasion of Grenada and Its Political Repercussions from the Dean Peter Krogh Foreign Affairs Digital Archives
- Operation: Urgent Fury, Grenada
- The 1983 Invasion of Grenada, Operation: Urgent Fury
- A history of the operation from the U.S. perspective as written by naval historians.
- Grenada – a 1984 comic book about the invasion written by the CIA.